# UCECOM
UCECOM (Uniunea Națională a Cooperației Meșteșugărești)
Înainte de 1989, UCECOM avea 40 de cooperative profilate pe artizanat, plus încă 80 de secții în alte cooperative, unde lucrau 50.000 de oameni, din care 75% erau femei.
Un sfert din total lucrau la domiciliu, aproape exclusiv femei, care făceau în special covoare înnodate și țesute, broderie de mână, țesătură cu alesaturi.
Artizanatul reprezenta 45% din exportul total al UCECOM pe devize occidentale.
Se exporta îndeosebi în SUA și Marea Britanie, Italia, Franța, Suedia, Germania, Grecia.
În anul 2013, din UECOM făceau parte 486 de cooperative meșteșugărești (SCM-uri), din cele peste 900 înregistrate oficial la nivelul țării.